# Habenaria hilsenbergii
Habenaria hilsenbergii är en orkidéart som beskrevs av Henry Nicholas Ridley. Habenaria hilsenbergii ingår i släktet Habenaria och familjen orkidéer.
Artens utbredningsområde är Madagaskar. Inga underarter finns listade i Catalogue of Life.